# ديف كوزينز
ديف كوزينز (بالإنجليزية: Dave Cousins) هو عازف بانجو وعازف قيثارة ومغن مؤلف وموسيقي وشاعر بريطاني، ولد في 7 يناير 1945 في هونسلو ‏ في المملكة المتحدة.

## وصلات خارجية
- الموقع الرسمي
- ديف كوزينز على موقع IMDb (الإنجليزية)
- ديف كوزينز على موقع ميوزك برينز (الإنجليزية)
- ديف كوزينز على موقع أول ميوزيك (الإنجليزية)
- ديف كوزينز على موقع ديسكوغز (الإنجليزية)